# Buchnera jacoborum
Buchnera jacoborum är en snyltrotsväxtart som beskrevs av J.L. Fernández-alonso. Buchnera jacoborum ingår i släktet Buchnera och familjen snyltrotsväxter. Inga underarter finns listade i Catalogue of Life.